# Balada cavalerului Ivanhoe
Balada cavalerului Ivanhoe (în rusă Баллада о доблестном рыцаре Айвенго, transliterat: Ballada o doblestnom rîțare Aivengo, în traducere „Balada bravului cavaler Ivanhoe”) este un film de aventuri sovietic din 1983, regizat de Serghei Tarasov după un scenariu inspirat din romanul Ivanhoe (1819) al scriitorului britanic Walter Scott. El face parte dintr-o serie de filme ale lui Tarasov dedicate epocii cavalerești, urmând filmului Săgețile lui Robin Hood (1976) și fiind urmat de ecranizarea Săgeata neagră (1985). Rolurile principale sunt interpretate de actorii Pēteris Gaudiņš⁠(d) (cavalerul Ivanhoe), Tamara Akulova⁠(d), Boris Himicev⁠(d), Leonid Kulaghin⁠(d) și Romualds Ancāns⁠(d).
Acțiunea filmului are loc în Anglia medievală de la sfârșitul secolului al XII-lea, în timpul domniei regelui Richard Inimă de Leu (1189–1199). Personajul principal este tânărul cavaler Ivanhoe, care se întoarce în Anglia după ce îl însoțise pe regele Richard în Cruciada a treia (1189–1192) și află că era acuzat în mod nedrept că l-ar fi trădat pe monarh. Prințul John, care conducea Anglia în absența regelui și râvnea tronul, poruncește cavalerului templier Brian de Bois-Guilbert să-l captureze și să-l ucidă pe Ivanhoe, dar tânărul este salvat în urma intervenției unui grup de războinici conduși de Robin Hood și de un cavaler necunoscut ce se dovedește în final a fi chiar regele Richard.
Acest film s-a bucurat de o popularitate considerabilă în rândul cinefililor sovietici, fiind vizionat de 28,4 milioane de spectatori și clasându-se pe locul 9 în topul celor mai vizionate filme sovietice din anul 1983. Cele patru balade ale lui Vladimir Vîsoțki de pe coloana sonoră au adăugat profunzime acțiunii și au contribuit în mare măsură la succesul comercial al filmului. Cu toate acestea, recenziile criticilor sovietici contemporani au fost destul de precaute, susținând că scenele de luptă sunt neverosimile și că baladele lui Vîsoțki eclipsează o mare parte a acțiunii.

## Rezumat
Spre sfârșitul secolului al XII-lea, în absența regelui Richard Inimă de Leu, plecat în Cruciada a treia, Regatul Angliei este condus de prințul John, fratele regelui, care conduce un complot și încearcă să ocupe tronul. Conducerea despotică a prințului John a dus la instaurarea în țară a unui regim de teroare, susținut de un grup de nobili loiali. Într-o noapte, cavalerul comandant al Ordinului Templierilor, Brian de Bois-Guilbert, călărește spre focul de tabără, lângă care s-a stabilit nobilul feudal saxon Cedric de Rotherwood cu alaiul său și cu pupila sa, lady Rowena, reveniți recent de la o vânătoare. Cedric îi oferă un loc lângă foc cavalerului templier, precum și unui pelerin întors din Țara Sfântă, care se apropie. În timpul conversației dintre Cedric și Bois-Guilbert, se dovedește că amândoi merg la turnirul organizat de prințul John la Ashby. Bois-Guilbert vorbește despre participarea sa la cruciadă și se laudă că templierii erau cei mai puternici din armata cruciaților. Pelerinul obiectează și povestește despre trei cavaleri care i-au învins pe templieri în turnir, menționând numele a doi dintre ei (regele Richard și contele de Leicester) și spunând că a uitat numele celui de-al treilea. Apoi Bois-Guilbert recunoaște că a fost învins de Wilfred de Ivanhoe, scutierul regelui Richard Inimă de Leu, dar susține că îl va învinge data viitoare cu siguranță. Nobilul Cedric afirmă atunci că Ivanhoe este fiul său și că îl dezmoștenise după ce se răspândise zvonul că acesta și-ar fi trădat propriul rege, predându-l ca prizonier ducele Austriei.
La turnirul cavaleresc de la Ashby, trei cavaleri (Brian de Bois-Guilbert, Reginald Front-de-Boeuf și Philippe de Malvoisin) îi provoacă pe toți doritorii să se înfrunte cu ei și câștigă toate luptele, iar prințul John se pregătește să-l proclame învingător pe Brian de Bois-Guilbert. În ultimul moment, un cavaler cu fața ascunsă de un coif cu vizieră îl provoacă pe Brian de Bois-Guilbert la un duel cu lancea pe viață și pe moarte și îl învinge, dar, la cererea prințului John, nu își ucide adversarul. Cavalerul necunoscut se dovedește a fi Ivanhoe, care se întorsese din cruciadă, și, de asemenea, pelerinul de mai devreme. Surprins de această răsturnare de situație, prințul John poruncește oamenilor săi de încredere să-l ucidă pe Ivanhoe, deoarece se teme că acesta ar putea să-i prejudicieze planurile. Câștigarea turnirului de către Ivanhoe nu-l mulțumește însă nici pe Cedric, deoarece nobilul saxon îl consideră vinovat pe fiul său pentru capturarea regelui. Cu toate acestea, atunci când se dovedește că fiul său este rănit, Cedric acceptă să îl ia cu el pe Ivanhoe, la insistențele lui lady Rowena, iubita cavalerului căzut în dizgrație, și să-l transporte la o mănăstire.
Convoiul lui Cedric (format din nobilul saxon, slujitorii săi, lady Rowena și rănitul Ivanhoe) este prins într-o ambuscadă pe drumul de întoarcere de către războinicii lui Brian de Bois-Guilbert, deghizați în tâlhari, iar Cedric, lady Rowena și Ivanhoe sunt capturați și duși la Castelul Torquilstone, reședința baronului normand Reginald Front-de-Boeuf, unul din cei trei cavaleri provocatori de la turnir. În cursul încăierării, Wamba, bufonul lui Cedric, reușește să scape neobservat și se adăpostește în pădurea din apropiere, unde este surprins de haiducii lui Robin Hood. Bufonul îi recunoaște deoarece participase mai demult la execuția lui Sir Ralph, șeriful din Nottingham. Auzind povestea bufonului, Robin Hood decide să facă o faptă nobilă și să-i salveze pe prizonieri. El își adună ceata și ajung la coliba călugărului Tuck, unde se afla chiar atunci în vizită un bărbat necunoscut care se recomandă Cavalerul Negru. Călugărul și cavalerul necunoscut acceptă fără ezitare să participe la salvarea prizonierilor.
În acest timp, prizonierii sunt tratați cu cruzime la castel. Front-de-Boeuf îi propune lui Cedric să plătească o răscumpărare mare, dar numai pentru propria sa eliberare, deoarece Bois-Guilbert intenționa să-l ucidă pe Ivanhoe din ordinul prințului John și să se căsătorească cu frumoasa lady Rowena. În aceste condiții, Cedric refuză să plătească răscumpărarea și este torturat pe un grătar de fier înroșit în foc. Lady Rowena refuză în acest timp cererea în căsătorie făcută de Bois-Guilbert, considerând că templierul a comis un act tâlhăresc prin care a trădat valorile morale ale ordinului său. Închis într-o temniță fără ferestre, Ivanhoe este anunțat la rândul său că va fi lăsat să moară de foame și de sete și că nu va mai vedea niciodată lumina zilei după ce singura torță se va stinge.
Începe asaltul asupra castelului. Cavalerul Negru îl rănește mortal într-un duel pe baronul Front-de-Boeuf. În ultimele clipe de viață ale baronului, captiva Ulrica, fiica fostului proprietar al castelului, Torquil Wolfganger, vine în turnul unde zăcea pentru a-i cere socoteală pentru crimele comise de el și de familia lui împotriva ei și a familiei sale, după care provoacă un incendiu, în care baronul moare. Asediatorii pătrund curând în curtea castelului. Brian de Bois-Guilbert intră la Rowena pentru a doua oară și încearcă să o scoată cu forța din castel pe o ușă secretă, dar se întâlnește în prag cu Ivanhoe, evadat recent din temniță. Cei doi bărbați se duelează, iar Ivanhoe câștigă și apoi își salvează tatăl, care suferise arsuri grave. Ceata de haiduci condusă de Robin Hood și Cavalerul Negru cucerește castelul Torquilstone și îi eliberează astfel pe prizonieri.
Cavalerul Negru convoacă o adunare a celor prezenți în poiana din apropierea castelului ruinat și dezvăluie tuturor că el este regele Richard Inimă de Leu, care se întorsese pe ascuns în Anglia. Toți îngenunchează în fața regelui, cu excepția cavalerului templier Brian de Bois-Guilbert, care fusese capturat. Richard îl acuză de trădare pe Ivanhoe în prezența tuturor, însă, în fața amenințării cu moartea, Bois-Guilbert recunoaște că el l-a predat pe rege în mâinile ducelui Austriei, la ordinul prințului John, și apoi a aruncat vina pe Ivanhoe. Onoarea lui Ivanhoe este astfel reabilitată, iar Bois-Guilbert urmează să fie executat pentru trădare. Deși cavalerul templier refuză să ceară îndurare, regele îi lasă totuși viața cu condiția să părăsească imediat Anglia, deoarece „un leu nu se hrănește cu hoituri”. Richard îi propune apoi lui Robin Hood să intre în slujba sa, dar acesta din urmă refuză, deși obține o grațiere regală pentru actele de tâlhărie săvârșite în pădurea Sherwood. În continuare, Richard îl convinge pe Cedric să-și dea binecuvântarea pentru căsătoria lui Ivanhoe cu lady Rowena și apoi pornește către Doncaster, unde urmează să i se alăture trupele loiale, cu care să se îndrepte către reședința fratelui său, prințul John.

## Distribuție
- Tamara Akulova⁠(d) — lady Rowena, pupila lui Cedric de Rotherwood,[2][3][9][20][21] descendenta regelui Alfred[3]
- Pēteris Gaudiņš⁠(d) — cavalerul Wilfred de Ivanhoe, fiul lordului Cedric de Rotherwood, scutierul regelui Richard[2][3][4][9][20]
- Boris Himicev⁠(d) — Brian De Bois-Guilbert, comandantul Ordinului cavaleresc al Templierilor[2][3][9][20][21] („jumătate războinic, jumătate călugăr”)[20]
- Leonid Kulaghin⁠(d) — lordul Cedric de Rotherwood („Saxonul”), tatăl lui Ivanhoe[2][3][9][20][21]
- Romualds Ancāns⁠(d) — Richard Inimă de Leu, regele Angliei (1189–1199) / „Cavalerul Negru”[2][3][9][20][21]
- Boris Hmelnițki⁠(d) — Robin Hood, conducătorul haiducilor din Pădurea Sherwood[3][9][10][20][21]
- Iuri Smirnov⁠(d) — călugărul Tuck, membru al bandei lui Robin Hood[3][9][20][21]
- Aleksandr Filippenko⁠(d) — Wamba, bufonul lui Cedric de Rotherwood[3][9][20][21]
- Vytautas Tomkus⁠(d) — baronul Reginald Front-de-Boeuf, cavaler englez loial prințului John[3][9][20][21]
- Algimantas Masiulis⁠(d) — prințul John, fratele regelui Richard, viitor rege al Angliei (1199–1216)[3][9][20][21]
- Nikolai Dupak⁠(d) — priorul Aymer, abatele Mănăstirii Jorvaulx, sfetnic al prințului John[3][9][17][20][21]
- Maia Bulgakova⁠(d) — Ulrica (Urfried), fiica lui Torquil Wolfganger[9][17][20][21]
- Irene Langemann — slujnica lui lady Rowena[9][20][21]
- Igor Andrianov (nemenționat)[9][20][21]
- Volodîmîr Talașko⁠(d) — războinicul baronului Reginald Front-de-Boeuf trimis ca mesager (menționat Vladimir Talașko)[9][20][21]
- Vitali Beleakov — războinic al Ordinului Templierilor[9][20][21]
- Mihail Rozanov — haiduc din banda lui Robin Hood[9][20][21]
- Evgheni Tiglev — slujitor al lui Cedric de Rotherwood[9][20][21]
- Oleksii Kolesnîk — Jacques, războinic al Ordinului Templierilor (menționat Aleksei Kolesnik)[9][20][21]
- Hari Șveiț — Gilles, temnicerul mut, omul de încredere al baronului Reginald Front-de-Boeuf[9][20][21]
- Victor Soțchi-Voinicescu — războinic sarazin al baronului Reginald Front-de-Boeuf (menționat V. Soțki)[9][20][21]
- Victor Vucol — slujitor al lui Cedric de Rotherwood (menționat V. Vokul)[9][20][21]
- Andrei Iurenev — Andrew, războinic al baronului Reginald Front-de-Boeuf[9][20][21]
- Sattar Dikambaev — războinic sarazin al lui Brian De Bois-Guilbert (menționat E. Dikambaev)[9][20][21]
- Oleg Pașcenko — haiduc din banda lui Robin Hood (menționat Oleg Pașenko)[9][20][21]
- Aleksandr Koneașin — slujitor al lui Cedric de Rotherwood[9][20][21]
- Grigori Leampe⁠(d) — Isaac din York, cămătar evreu[9][20][21]
- E. Kononova — Rebecca, fiica lui Isaac[9][20][21]
- Katea Tarasova — tânără domnișoară de la turnir[9][20][21]
- Serghei Tarasov — haiduc din banda lui Robin Hood (nemenționat)[20]
- Uldis-Jānis Veispals — haiduc din banda lui Robin Hood (nemenționat)[20][21]
- Nikolai Marșin (nemenționat)[20]

### Dublaj de voce
- Serghei Malișevski — Richard Inimă de Leu[20]

## Producție

### Sursa de inspirație
Sursa de inspirație a acestui film este romanul istoric de aventuri Ivanhoe (Ivanhoe: A Romance), care a fost publicat în anul 1819 de scriitorul britanic Sir Walter Scott (1771–1832) și conține personaje istorice precum regele Richard Inimă de Leu, unul din comandanții Cruciadei a treia (1189–1192), și personaje legendare precum căpetenia de haiduci Robin Hood. Personajul principal al romanului, cavalerul cruciat Ivanhoe, întruchipează spiritul cavaleresc specific Evului Mediu, care-i stimula pe războinicii epocii să-și părăsească locurile natale și să plece departe de patrie în căutarea aventurii.
Povestea lui Ivanhoe (personaj legendar, la fel ca Robin Hood) a atras interesul unor cineaști, fiind realizate astfel câteva ecranizări, fără a atinge însă celebritatea cinematografică a aventurilor haiducului medieval din pădurea Sherwood (imortalizat pe ecran, printre alții, de Errol Flynn). Au fost realizate anterior cinci lungmetraje și două seriale de televiziune: un film mut englezesc din 1913, regizat de Leedham Bantock⁠(d) și avându-i în rolurile principale pe Lauderdale Maitland⁠(d) (Ivanhoe), Ethel Bracewell (Rebecca), Nancy Bevington (Rowena) și Harry Lonsdale⁠(d) (Bois-Gulbert), un film mut american din 1913, regizat de Herbert Brenon și avându-i în rolurile principale pe King Baggot⁠(d) (Ivanhoe), Leah Baird⁠(d) (Rebecca), Evelyn Hope⁠(d) (Rowena) și Wallace Widdicombe (Bois-Guilbert), un film americano-britanic din 1952, regizat de Richard Thorpe și avându-i în rolurile principale pe Robert Taylor (Ivanhoe), Elizabeth Taylor (Rebecca), Joan Fontaine (Rowena) și George Sanders (Bois-Gulbert), un serial britanic din 1958–1959, inspirat vag din roman, cu 39 de episoade și avându-i în rolurile principale pe Roger Moore (Ivanhoe), Robert Brown (Gurth) și Andrew Keir⁠(d) (prințul John), un film italian din 1965, intitulat „Răzbunarea lui Ivanhoe” și cu mai multe diferențe față de roman, regizat de Tanio Boccia⁠(d) și avându-i în rolurile principale pe Clyde Rogers (Ivanhoe), Gilda Lousek⁠(d) (Rowena of Stratford) și Andrea Aureli⁠(d) (Bertrand of Hastings), un miniserial BBC din 1970, regizat de David Maloney⁠(d), cu 10 episoade și avându-i în rolurile principale pe Eric Flynn⁠(d) (Ivanhoe), Anthony Bate⁠(d) (Bois Guilbert), Vivian Brooks (Rebecca) și Clare Jenkins (Rowena), și un film american din 1982, regizat de Douglas Camfield⁠(d) și avându-i în rolurile principale pe Anthony Andrews (Ivanhoe), Sam Neill (Bois-Guilbert), Olivia Hussey (Rebecca) și Lysette Anthony⁠(d) (Rowena).

### Pregătiri

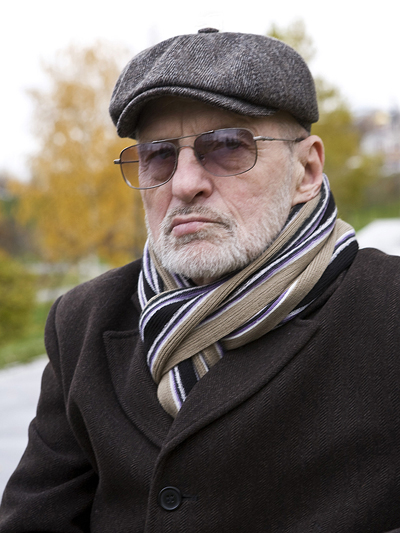
Regizorul Serghei Tarasov (n. 1933). Fotografie din 2011.

Filmul sovietic Balada cavalerului Ivanhoe a fost produs de compania Mosfilm și a fost regizat de cineastul rus Serghei Tarasov pe baza unui scenariu scris de Leonid Nehoroșev, care a adaptat romanul omonim al lui Walter Scott. Cineastul Serghei Tarasov (n. 1933), care fusese director artistic al Studioului „Mosfilm”, realizase anterior un alt film de aventuri cu acțiunea petrecută în Anglia medievală: Săgețile lui Robin Hood (Стрелы Робин Гуда, 1976), inspirat din baladele englezești cu haiducul Robin Hood, și a realizat ulterior alte două filme cu o tematică similară: Săgeata neagră (1985), o ecranizare a romanului omonim din 1888 al lui Robert Louis Stevenson, și Aventurile lui Quentin Durward (Приключения Квентина Дорварда, стрелка королевской гвардии, 1989), o ecranizare a romanului Quentin Durward (1823) al lui Sir Walter Scott despre un tânăr nobil scoțian care a ajuns arcaș al regelui Ludovic al XI-lea al Franței. Cu puțin timp înainte de destrămarea Uniunii Sovietice a realizat un alt film de epocă, intitulat Castelul cavalerului (Рыцарский замок, 1991), cu acțiunea petrecută în secolul al XIV-lea, în contextul confruntării dintre Ordinul livonian și Rusia, consacrând reputația lui Tarasov ca specialist în ecranizarea literaturii cavalerești.
Implicarea lui Tarasov în realizarea unor filme de epocă datează din anul 1972, când cineastul lucra la pregătirea filmului Peters. Tarasov s-a întâlnit la Riga cu actorul și cântărețul Vladimir Vîsoțki și cu actorul Boris Hmelnițki și au discutat realizarea unui film inspirat din baladele medievale englezești, în care personajul principal urma să fie haiducul Robin Hood. Potrivit unei versiuni, rolul haiducului urma să fie interpretat chiar de Vîsoțki, dar, potrivit unei alte versiuni, Vîsoțki l-a propus pe Hmelnițki pentru rolul lui Robin Hood, în timp ce el și-a asumat interpretarea rolului unui menestrel. Înaintea începerii lucrului la filmul Săgețile lui Robin Hood, Vîsoțki a scris șase balade și a înregistrat chiar unele versiuni brute ale acestora, dar nu a putut juca în film deoarece a trebuit să plece în Franța. Comitetul de Stat pentru Cinematografie a aprobat fără obiecții distribuția filmului și textele baladelor, iar filmările au fost realizate la Riga și la castelul Malbork din Polonia, pe baza schițelor celor șase balade ale lui Vîsoțki. Cu toate acestea, după încheierea filmărilor, conducerea artistică a studioului din Riga a hotărât să elimine baladele lui Vîsoțki de pe coloana sonoră a filmului – spre nemulțumirea lui Tarasov, care a provocat un scandal – și l-a angajat pe compozitorul leton Raimonds Pauls să compună o muzică nouă. Săgețile lui Robin Hood a avut succes și a atras 28,9 milioane de spectatori, clasându-se pe locul 11 în topul celor mai vizionate filme sovietice din anul 1975.
Tarasov a fost marginalizat în anii următori și nu a putut filma nimic semnificativ, dar i s-a permis să revină în anul 1980, după moartea lui Vîsoțki, fiind anunțat în acest sens de un vicepreședinte al Comitetului de Stat pentru Cinematografie al URSS, cel mai probabil de Boris Pavlenok. Conducerea studioului Mosfilm i-a sugerat lui Tarasov să continue tema cavalerească și i-a permis în mod neoficial să folosească baladele lui Vîsoțki din Săgețile lui Robin Hood, iar regizorul a decis să ecranizeze romanul Ivanhoe al lui Walter Scott, care-l avea, de asemenea, ca personaj pe Robin Hood. Tarasov l-a rugat pe Leonid Nehoroșev, redactorul-șef al studioului Mosfilm, să scrie scenariul noii ecranizări, sperând că influența acestuia îi va fi de ajutor în lupta cu cenzura. Titlul noului film a fost ales Balada cavalerului Ivanhoe, ca urmare a folosirii a patru din cele șase balade ale lui Vîsoțki.
Scenariul lui Leonid Nehoroșev a simplificat acțiunea sursei literare de inspirație (a fost eliminat firul narativ ce îi avea ca personaje pe cămătarul evreu Isaac din York și pe fiica lui, Rebecca, iar cele două personaje apar doar ca spectatori la turnirul de la Ashby) și s-a concentrat pe figura eroului principal, intenționând să omagieze valori morale perene precum curajul, vitejia, loialitatea, datoria, prietenia și dragostea. O atenție deosebită a fost acordată eroului legendar Robin Hood, cineaștii sovietici insistând asupra simpatiei regelui Richard pentru căpitanul cetei de haiduci și menționând refuzul acestuia din urmă de a intra în slujba suveranului pe motiv că el prețuiește libertatea. Eliminarea din film a firului narativ referitor la cămătarul evreu Isaac și la fiica lui, Rebecca, și transferarea acțiunilor Rebeccăi către lady Rowena s-au datorat, potrivit unei opinii, antisemitismului existent la acea vreme în Uniunea Sovietică sau, conform unei alte opinii, schimbării semnificative a intrigii filmului de către Tarasov pentru a se potrivi cântecelor lui Vladimir Vîsoțki ce fuseseră interzise în filmul Săgețile lui Robin Hood. Tarasov ar fi plănuit inițial să realizeze un film în două părți, dar nu a reușit să-și ducă planul la îndeplinire din cauza bugetului redus alocat filmărilor și a fost nevoit să renunțe la firul narativ secundar în care apărea Rebecca.

### Atribuirea rolurilor
Rolurile principale au fost interpretate de actorii Tamara Akulova⁠(d) (lady Rowena), Pēteris Gaudiņš⁠(d) (Wilfred de Ivanhoe), Boris Himicev⁠(d) (Brian De Bois-Guilbert), Leonid Kulaghin (Cedric de Rotherwood), Romualds Ancāns⁠(d) (Richard Inimă de Leu) și Boris Hmelnițki⁠(d) (Robin Hood). Spre deosebire de Akulova (25 de ani) și Gaudiņš (28 de ani), care erau actori tineri, ceilalți interpreți principali aveau o bogată experiență cinematografică: Himicev apăruse anterior în filmele Dacă vei pleca (1978) și Detectivul (1980), Kulaghin jucase în Un cuib de nobili (1969), Frontul nomad (1972) și Ancheta a stabilit (1982), iar Hmelnițki se remarcase în Certificat de pauperitate (1979) și îl mai interpretase deja pe Robin Hood în filmul de epocă anterior al lui Tarasov.
Unele roluri secundare au fost atribuite altor actori cunoscuți ca Iuri Smirnov⁠(d) (călugărul Tuck), care jucase mai demult în Norii (1973), Aleksandr Filippenko⁠(d) (bufonul Wamba), care jucase anterior în Un marinar rămâne pe țărm (1981) și Acolo, pe poteci nevăzute (1982), Vytautas Tomkus⁠(d) (Reginald Front-de-Boeuf), Algimantas Masiulis⁠(d) (prințul John), cunoscut din Rapidul 34 (1981), și Nikolai Dupak (priorul Aymer), care avea o carieră cinematografică bogată prin rolurile interpretate în filmele În iureșul focului (1959), Datorie de prieten (1960) și Ambuscada (1969).
O parte din actorii acestui film (Boris Hmelnițki, Algimantas Masiulis⁠(d), Romualds Ancāns, Hari Șveiț și Nikolai Dupak) jucaseră anterior în Săgețile lui Robin Hood (1976). Potrivit unei mărturisiri, se pare că scenariul acelui film fusese scris special pentru Boris Hmelnițki, pe care cineastul îl distribuise încă de la început în rolul haiducului Robin Hood, considerând că actorul nu trebuia să se prefacă, deoarece avea un comportament altruist bine-cunoscut. Smirnov și Filippenko au fost distribuiți de regizor în Balada cavalerului Ivanhoe la sfatul lui Boris Hmelnițki, care era coleg cu ei la Teatrul Taganka⁠(d) din Moscova. Filippenko a obținut rolul Wamba după ce actorul Iuri Kamornîi⁠(d) (1944–1981), care interpretase un bufon în Săgețile lui Robin Hood, fusese ucis în anul 1981 de un ofițer de miliție în circumstanțe destul de neclare. Patru actori din distribuția filmului proveneau din Țările Baltice: Gaudiņš și Ancāns erau letoni, iar Tomkus și Masiulis erau lituanieni.
Tarasov a colaborat ulterior cu mai mulți dintre actorii Baladei cavalerului Ivanhoe la următoarele sale filme: Boris Himicev, Leonid Kulaghin, Iuri Smirnov, Algimantas Masiulis, Boris Hmelnițki, Hari Șveiț și Andrei Iurenev au jucat ulterior în Săgeata neagră (1985), ecranizare a romanului omonim al lui Robert Louis Stevenson, și în Intercepția (1986), un thriller alert despre un grănicer sovietic care dejoacă planurile unui agent străin parașutat pe teritoriul URSS, iar Aleksandr Filippenko⁠(d) și Nikolai Dupak au avut roluri în Săgeata neagră (1985).

### Filmări

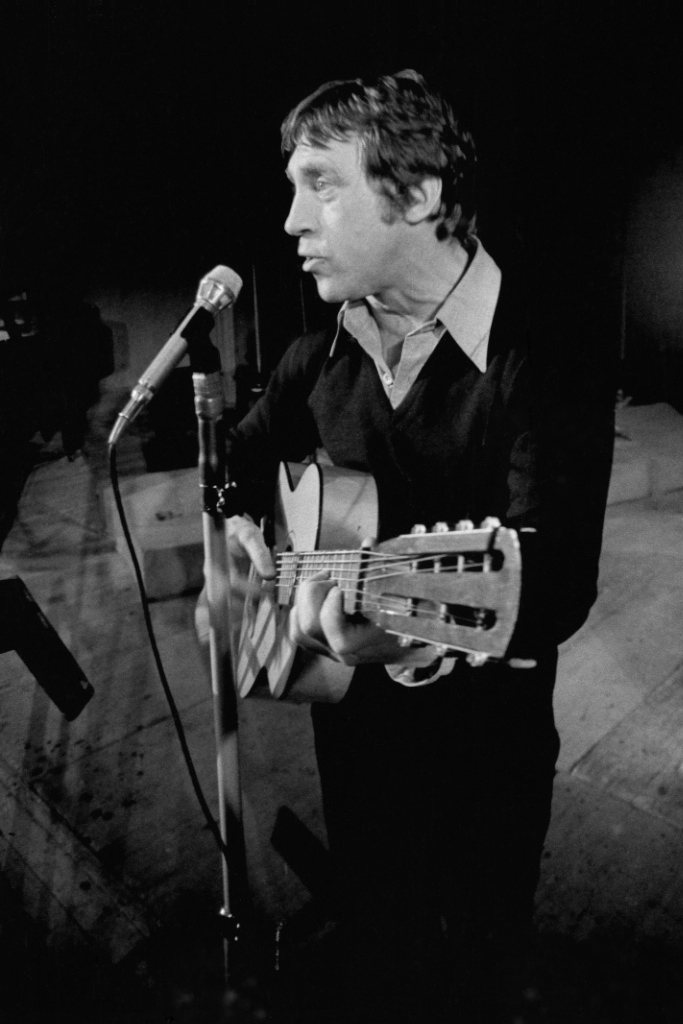
Vladimir Vîsoțki (autorul baladelor) în 1979.

Filmările au avut loc în vara anului 1982 și au fost realizate pe peliculă color de operatorul Vladimir Gusev, sub conducerea directorului de imagine Roman Veseler. S-a filmat pe teritoriul RSS Ucrainene în apropierea orașelor Cernăuți și Camenița și în locuri precum Cetatea Hotin (regiunea Cernăuți) și Cetatea Camenița (regiunea Hmelnîțkîi). Regizorul Serghei Tarasov a conceput filmul ca o „baladă” cinematografică și a inclus cântece scrise și interpretate inițial de Vladimir Vîsoțki (1938–1980) pentru filmul sovietic Săgețile lui Robin Hood⁠(d) (1975), dar eliminate de acolo din motive politice în etapa de postproducție. Patru din cele șase cântece originale ale lui Vîsoțki și anume: „Баллада о Времени”, „Баллада о Любви”, „Баллада о вольных стрелках” și „Баллада о борьбе”) au fost introduse de Tarasov pe coloana sonoră a filmului Balada cavalerului Ivanhoe, la trei ani după moartea lui Vîsoțki. Cântecul „Баллада о Времени” este interpretat de două ori (la începutul și la sfârșitul filmului) în versiuni scurtate, iar ultimele două strofe ale cântecului „Баллада о Любви” au fost tăiate. Celelalte două balade („Баллада о коротком счастье” și „Баллада о ненависти”) nu au fost folosite. Regizorul a dispus instalarea pe platourile de filmare a unor difuzoare puternice, care au transmis baladele lui Vîsoțki pentru a contribui la crearea unei stări de spirit adecvate. Producția filmului a fost coordonată de directoarea Marina Kapustina și de redactorul Liudmila Țițina.
Bugetul filmului a fost redus în timpul filmărilor cu 100.000 de ruble prin intervenția lui Filipp Ermaș, președintele Comitetului de Stat pentru Cinematografie al URSS (Goskino), ca urmare a faptului că fiul acestuia, Andrei Ermaș, care absolvise Departamentul de regie al VGIK, urma să realizeze lucrarea sa de diplomă, filmul Curcubeul lunii⁠(d), iar bugetul Goskino fusese deja distribuit. Filipp Ermaș a decis reducerea bugetelor alocate filmelor pentru a transfera banii retrași către producția filmului fiului său. Bugetul alocat în cele din urmă filmului Balada cavalerului Ivanhoe corespundea unui film de actualitate, turnat în studio, nu unui film de epocă. Tarasov a mărturisit că a făcut eforturi mari pentru a realiza filmul, din dorința de a-și plăti o datorie morală personală față de Vladimir Vîsoțki, și a susținut că a avut o echipă „de aur”. Micșorarea bugetului a determinat reducerea numărului de zile de filmare, ceea ce a impus echipei de producție să lucreze rapid și intens. Realizatorii au folosit o echipă de cascadori condusă de Uldis-Jānis Veispals și formată, printre alții, din Aldo Tammsaar, Aleksandr Filatov, Austrias Upelnieks, Oleg Fedulov și Oleg Korîtin. Nu au fost folosiți figuranți profesioniști și s-a apelat, în schimb, la ajutorul unui pluton de soldați, care au fost transformați în războinici pentru scenele asediului. Regizorul însuși a apărut în rolul unui haiduc, iar fiica sa, Katea, a făcut figurație în rolul unei tinere domnișoare ce urmărea turnirul cavaleresc. Prezența în zonă a trupei Teatrului Dramatic Regional⁠(d) din Brest, care efectua un turneu de o lună la Cernăuți în vara anului 1982, a reprezentat un ajutor nesperat pentru producători, care i-au folosit pe aproape toți actorii trupei și pe copiii acestora ca figuranți.
Reducerea bugetului de producție a cauzat și alte probleme: actorii nu au luat lecții de echitație, iar scenele de călărie au fost filmate direct, fără antrenament. Interpretul lui Ivanhoe, Pēteris Gaudiņš, care nu avea experiență în călărie, a încercat să se descurce în aceste condiții și a recunoscut ulterior că nu s-a ridicat la înălțimea așteptărilor. În plus, comportamentul rezervat al lui Gaudiņš a creat o barieră în relația sa cu Tamara Akulova, iar actrița a afirmat că nu a simțit o implicare afectivă în plan artistic a letonului și, din acest motiv, i-a fost greu să joace rolul iubitei. Actorul leton nu a fost deloc încântat de activitatea sa la acest film și a mărturisit ulterior că Ancāns ⁠(Richard Inimă de Leu) și Smirnov⁠ (călugărul Tuck), partenerii săi mai în vârstă, au profitat de statutul lor și l-au trimis adesea la magazin ca să le cumpere băuturi alcoolice. Spre sfârșitul perioadei de producție, a început o campanie împotriva consumului de alcool în URSS⁠(d), iar mai multe scene în care apărea Iuri Smirnov au trebuit eliminate din varianta definitivă a filmului, deoarece acolo se consuma alcool.
Decorurile au fost proiectate de Said Menealșcikov, iar costumele au fost confecționate de designera Tamara Kasparova. Armurile și armamentul cavalerilor, îndeosebi coifurile lui Wilfred de Ivanhoe, Brian De Bois-Guilbert, Reginald Front-de-Boeuf și „Cavalerul Negru” (Richard Inimă de Leu), au fost inspirate din lucrarea franceză de referință Le Costume, l'armure et les armes au temps de la chevalerie. Tome 1 : du huitième au quinzième siècle (Casterman, Paris, 1977), realizată de Liliane și Fred Funcken. Sunetul a fost înregistrat de inginera Ekaterina Popova, iar muzica a fost compusă de compozitorul sovietic de origine rusă Igor Kantiukov și interpretată de Orchestra Simfonică de Stat a Cinematografiei⁠(en)[traduceți] dirijată de Mark Ermler. Redactor muzical a fost Minna Blank. Montajul filmului a fost realizat de Elena Klimenko. Lungimea peliculei este de 2.529 metri. Durata filmului este de 92 de minute.

## Recepție

### Lansare
Balada cavalerului Ivanhoe a fost lansat pe 23 mai 1983 în Uniunea Sovietică și a avut parte de un mare succes comercial. El s-a clasat pe locul 9 în topul celor mai vizionate filme sovietice ale anului 1983, cu 28,4 milioane de spectatori, situându-se aproape de popularitatea filmului Săgețile lui Robin Hood (1976), care a atras 28,9 milioane de spectatori. Au avut loc lansări în mai multe țări comuniste din Blocul răsăritean precum Republica Socialistă România (19 martie 1984), Republica Democrată Germană (6 iulie 1984) și Republica Populară Ungară (3 octombrie 1985). Balada cavalerului Ivanhoe a devenit cunoscut îndeosebi datorită coloanei sale sonore.
Premiera filmului în România a fost programată inițial în februarie 1984, mai precis în 6 februarie 1984 la cinematograful bucureștean „Victoria”, dar Direcția Rețelei Cinematografice și Difuzării Filmelor a reprogramat-o pentru luna martie. Potrivit presei românești, prima difuzare a filmului lui Serghei Tarasov a avut loc în ziua de 19 martie 1984 la cinematografele „Festival” și „Feroviar” din București, Balada cavalerului Ivanhoe, care a fost prezentat în presa epocii drept o „baladă” cinematografică sau „un divertisment instructiv pentru copii și tineret” și a fost difuzat într-o versiune scurtată de 2.465 de metri, a rulat în perioada următoare în unele cinematografe bucureștene precum Festival și Feroviar (martie 1984), Arta (martie–aprilie 1984), Buzești (aprilie 1984), Flacăra (aprilie 1984), Doina (aprilie 1984), Munca (iunie 1984), Victoria (octombrie–noiembrie 1984) etc., dar și în unele cinematografe din alte orașe (de exemplu, la Suceava, Fălticeni, Timișoara, Rădăuți, Botoșani, Dorohoi, Câmpulung Moldovenesc, Craiova, Iași, Târgu Mureș, Pașcani, Gura Humorului, Reșița, Sfântu Gheorghe, Sovata, Lugoj, Sighișoara Satu Mare, Carei și Covasna), inclusiv până în septembrie 1985.

### Aprecieri critice
Presa contemporană a consemnat că Balada cavalerului Ivanhoe, ecranizarea sovietică a celebrului roman Ivanhoe al lui Walter Scott, „glorifică curajul, vitejia, prietenia, dragostea”. Cu toate acestea, recenziile criticilor sovietici au fost cam precaute, susținând că scenele de luptă nu sunt verosimile, părând a fi destinate copiilor, și că baladele cântate de Vîsoțki eclipsează, prin energia și dramatismul lor, o mare parte a acțiunii. Criticul rus Valeri Turovski a remarcat într-o recenzie publicată în anul 1983 în revista Sovetski ekran (Советский экран) că realizatorii acestui film „au încercat cu drag să transpună pe ecran” romanul lui W. Scott „cu naivitatea și entuziasmul său romantic”. Potrivit criticului, filmul „transmite însuși spiritul acestei epoci furtunoase”. Cea mai mare parte a actorilor „par să personifice epoca”, în timp ce Tamara Akulova în rolul lui lady Rowena amintea de o persoană contemporană într-un costum de epocă, iar personajul principal interpretat de Pēteris Gaudiņš părea „o figură aproape pasageră, necesară doar pentru a lega coliziunile narative”. În opinia criticului, „adevăratele puncte forte ale filmului au fost baladele lui Vladimir Vîsoțki”.
Într-o recenzie detaliată din revista Iskusstvo kino (Искусство кино), criticul Andrei Șemeakin a avut o atitudine mai strictă față de film, deși a recunoscut că realizatorii au făcut o alegere conștientă a genului și au încercat în mod serios să respecte principiile sale de bază. În opinia sa, ca urmare a refuzului de a reproduce pe ecran un context temporal precis, „s-a pierdut singurul criteriu intern posibil care ar permite atingerea unei verosimilități și autenticități reale a evenimentelor care au loc pe ecran”, ceea ce „a condus la un anumit eclectism de gen în dezvoltarea acțiunii, care tinde uneori fie spre o excentricitate autosuficientă, fie spre un mister «gotic» sinistru, fie spre un sentimentalism sfâșietor, fie spre un patos eroic”. „Finalul filmului este patetic”, a scris criticul, „și chiar și interludiile umoristice, oarecum scurte, cu călugărul Tuck nu perturbă patosul”. Șemeakin a remarcat, de asemenea, marea importanță a baladelor lui Vîsoțki pentru film, dar a reproșat creatorilor filmului faptul că „patosul acțiunii de pe ecran ne impresionează într-o măsură mult mai mică decât imagistica austeră a cântecelor lui Vîsoțki”. El credea că „prin folosirea în film a cântecelor lui Vîsoțki, cu dramatismul lor autentic și sfâșietor și cu energia pe care o emană, realizatorii s-au pus într-o poziție destul de incomodă, căci, în comparație cu cântecele (și această comparație are loc constant chiar și împotriva voinței spectatorului), acțiunea pierde uneori în mod decisiv”. În numeroase cazuri, „atunci când sentimentele sunt doar sugerate pe ecran, în timp ce reflecția cu privire la ele este încredințată comentariului cântecului lui Vîsoțki, plenitudinea emoțională sărăcește, personajele devin șterse, iar intriga pare nu simplă, ci naivă”.
La vremea apariției Baladei cavalerului Ivanhoe, unii critici de film români ca D.I. Suchianu și Adina Darian au scris cronici entuziaste, în care au evidențiat farmecul ecranizării: Suchianu a precizat în revista România literară că schimbările minore aduse poveștii de cineaștii Nehoroșev și Tarasov „nu modifică mare lucru, astfel încît versiunea sovietică a acestei povești romantice de aventuri se vede cu plăcere” și a remarcat că „filmul e bine făcut și foarte spectaculos filmat”, în timp ce Darian a afirmat în revista Cinema că „cineaștii sovietici reînvie cu patos și romantism bătăliile dintre saxoni și normanzi, uneltirile și luptele pentru putere dintre Richard Inimă de Leu și fratele sǎu Ioan (rămas fără de țară) din Anglia medievală”, a susținut că „tot arsenalul de arme și idei desfășurat fără exhibiții, dar cu o tensiune dramatică autentică, învăluie spectatorul și obligă să se predea poveștii” și a descris ecranizarea ca o „poveste pe sufletul copiilor și tinerilor de ieri, de azi și de mîine” și totodată o „poveste pe sufletul tuturor celor deopotrivă cu ei”. Cu toate acestea, au existat însă și recenzii mai reci în presa românească: astfel, într-o scurtă notă publicată în martie 1984 în revista culturală Săptămîna, criticul de film Nicolae Ulieriu scria că Ivanhoe este „una dintre cărțile fundamentale ale adolescenței noastre” și susținea că, în ciuda aspectului său de „baladă”, „filmul lasă întreagă nostalgia cărții”, putând fi considerat „prin antifrază [...] ca o invitație la lectura celebrului roman al lui Sir Walter Scott”. Doi ani mai târziu, într-o notă dedicată de această dată filmului Săgeata neagră (o altă ecranizare realizată de Serghei Tarasov), același critic mărturisea că lui nu îi plăcuse Balada cavalerului Ivanhoe.
Importanța prezenței în film a baladelor lui Vîsoțki a fost subliniată de cercetătorul britanic David C. Gillespie, profesor de limba, literatura și cinematografia rusă la Universitatea din Bath⁠(d) (Marea Britanie), care a scris într-un articol publicat în anul 2003 în revista academică Slavic Review⁠(d) că versurile de dragoste amintesc de „cântecele menestrelilor”, iar celelalte versuri contribuie „considerabil la entuziasmul și tensiunea scenelor de luptă, mai ales atunci când sunt interpretate în tonurile răgușite caracteristice cântărețului”. Enciclopedia cinematografică germană Lexikon des internationalen Films descrie astfel acest film: „Povestea Cavalerului Mesei Rotunde, care, acuzat pe nedrept că și-a trădat regele, Richard Inimă de Leu, luptă vitejește pentru a-și restabili onoarea. Un film de aventură distractiv pentru copii.”.

## Locuri de filmare

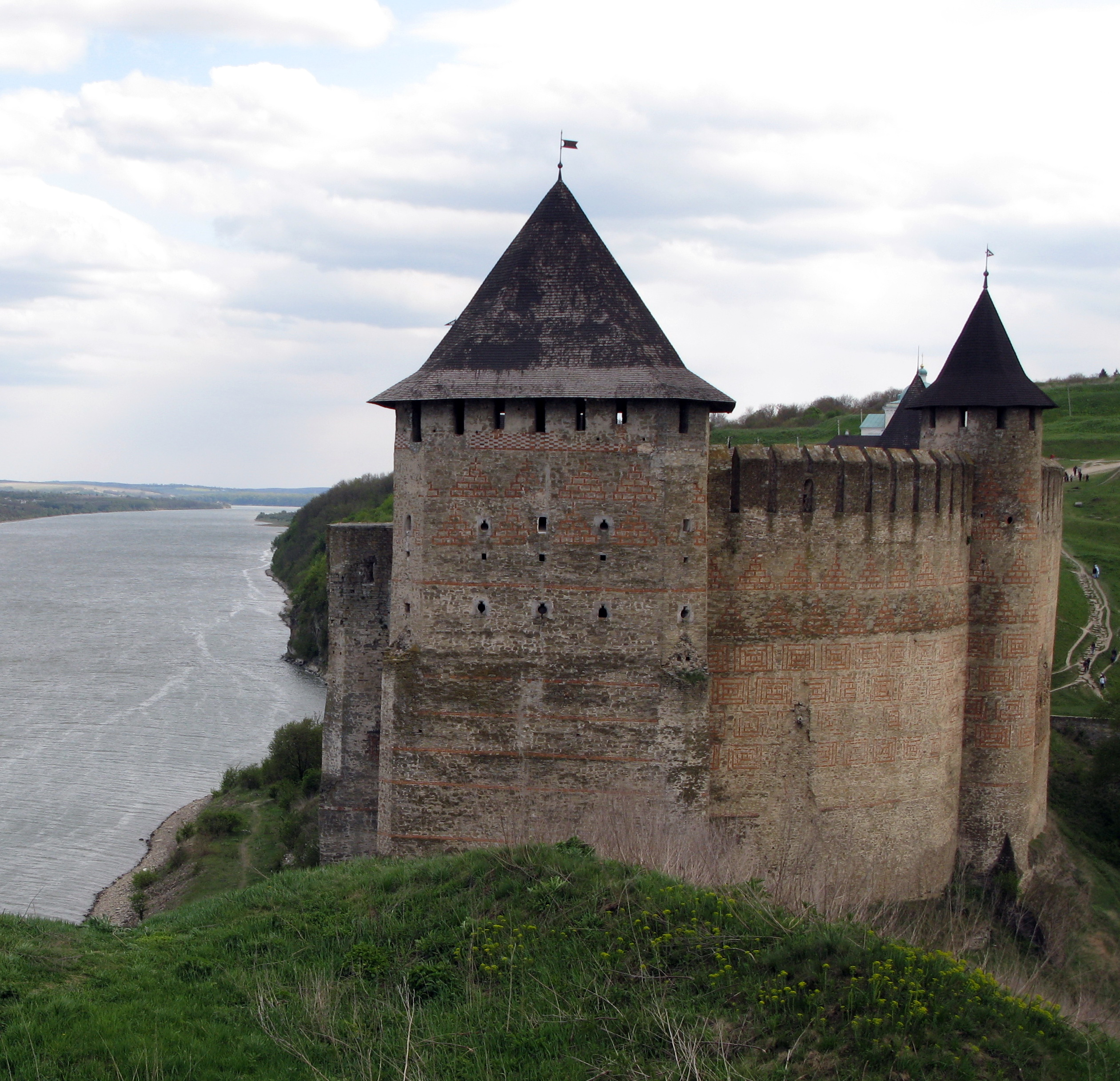
Cetatea Hotin a servit ca reședință nobiliară a baronului Reginald Front-de-Boeuf (Castelul Torquilstone)
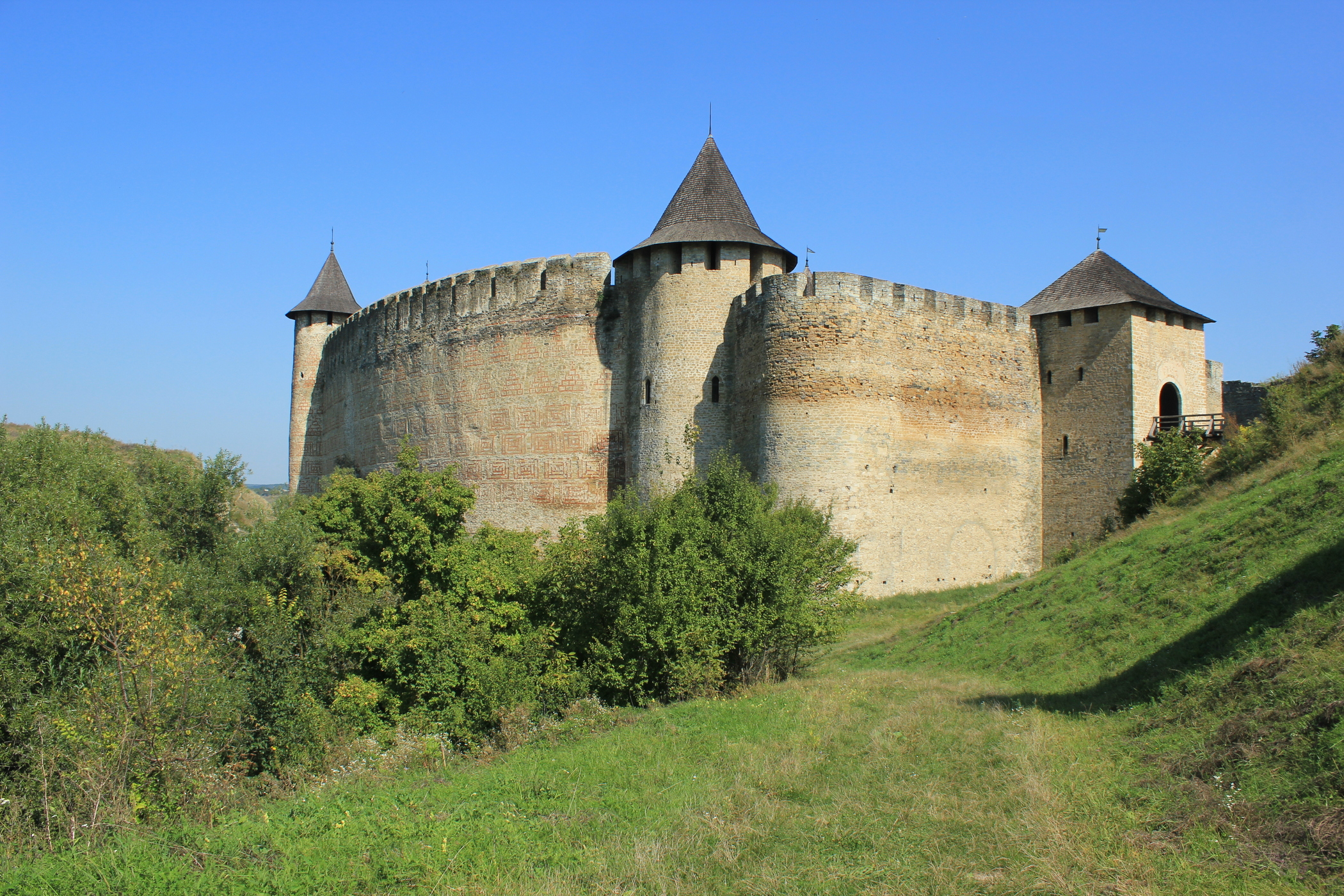
Cetatea Hotin
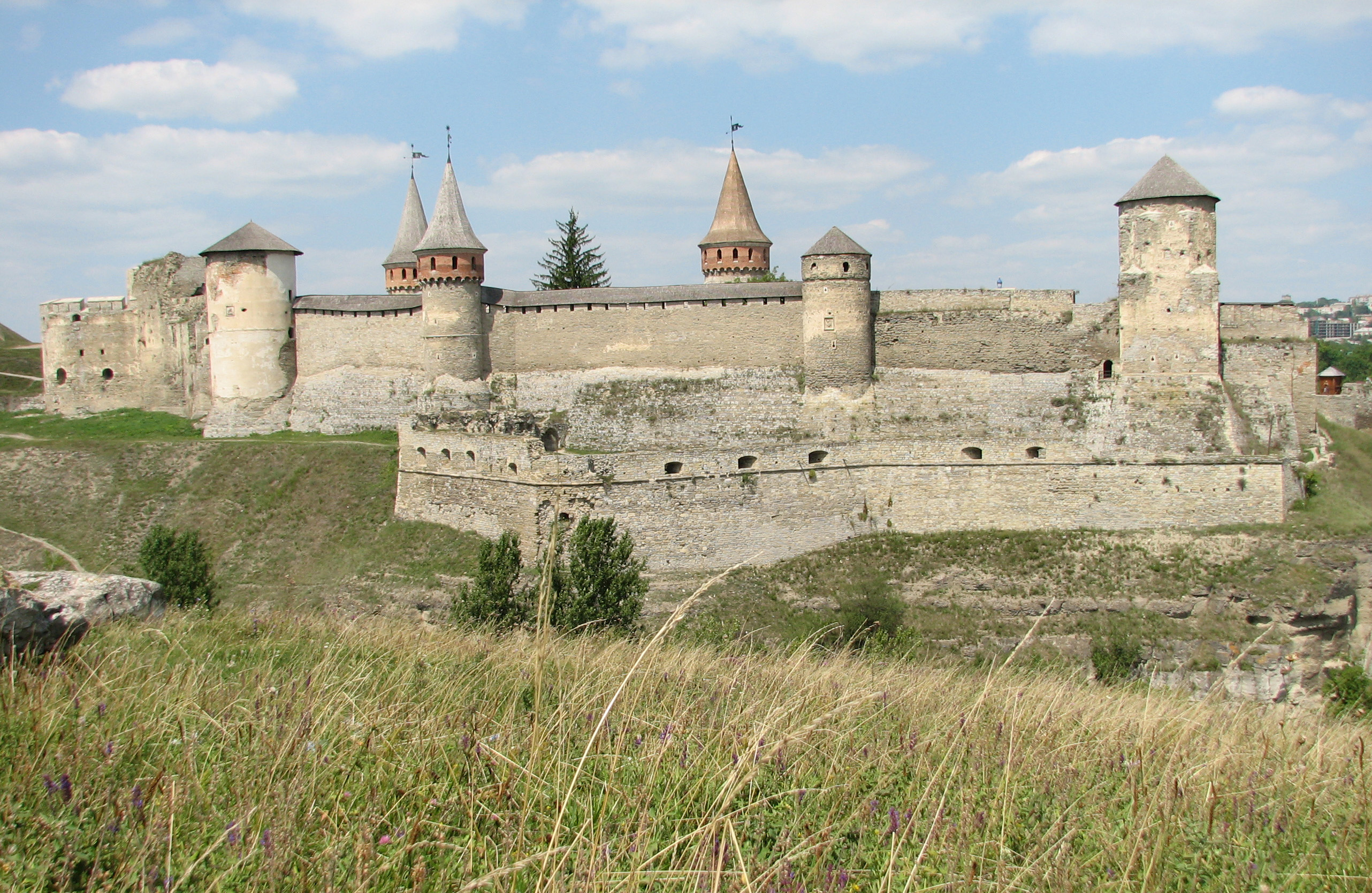
Cetatea Camenița, unde au fost filmate unele scene ale asediului

## Notă explicativă
1. ↑  Balada cavalerului Ivanhoe a fost programat să fie difuzat la cinematograful „Victoria” din Iași în perioada 19–25 martie 1984, potrivit programului publicat în 16 martie 1984 în săptămânalul politic-social-cultural local Cronica. Vezi ***, „Afiș”, în Cronica, Iași, anul XIX, nr. 11 (946), vineri 16 martie 1984, p. 7. Cotidianul local Flacăra Iașului menționează însă în aceeași perioadă difuzarea comediei muzicale hispano-argentiniene Zică ce vor zice (1968). Vezi ***, „Filmele săptămînii viitoare”, în Flacăra Iașului, Iași, anul XL, nr. 11646, duminică 18 martie 1984, p. 2. Programele publicate zilnic în Flacăra Iașului evidențiază difuzarea de către cinematograful „Victoria” a filmului Zică ce vor zice (vezi ***, „În 24 de ore”, în Flacăra Iașului, Iași, anul XL, nr. 11647, marți 20 martie 1984, p. 4 și ***, „În 24 de ore”, în Flacăra Iașului, Iași, anul XL, nr. 11648, miercuri 21 martie 1984, p. 4) și apoi a filmului Zorro (vezi, de exemplu, ***, „În 24 de ore”, în Flacăra Iașului, Iași, anul XL, nr. 11649, joi 22 martie 1984, p. 4 și ***, „În 24 de ore”, în Flacăra Iașului, Iași, anul XL, nr. 11652, duminică 25 martie 1984, p. 4).